# Seznam bolgarskih astronomov
Seznam bolgarskih astronomov.

## I
- Violeta G. Ivanova

## F
- Lachezar Filipov (?)

## Š
- Vladimir Georgiev Škodrov (1930 – 2010)